# Seriózní médium
Seriózní médium (někdy také prestižní, standardní médium) je označení sdělovacího prostředku, kde klíčovou roli hraje objektivita, analýza a kontext a obecné informace, jejichž význam roste s časovou vzdáleností od popisované události.
Úkolem prestižního média je vybírat důležitá témata a přirozeným jazykem s přiměřeným zjednodušením je komentovat a analyzovat ptydepe politiků, propagandu PR agentur, ale i odborných a vědeckých prací a tím umožnit vytváření kvalifikovaného veřejného mínění.

## Vlastnosti
Seriózní médium pracuje s významnými tématy, dlouhodobě sleduje společenské procesy a jevy, oslovuje odborníky, umožňuje polemiku a diskusi, případně provozuje investigativní žurnalistiku.
Hlavním formátovým obsahem je komentář a analýza. V článcích udržuje časovou linku, používá přesnou terminologii, kontext události, pohled odborníka, pracuje s ověřenými informacemi.
Zpravidla má definovaný svůj etický kodex.
Klíčovou roli hraje neutralita, lakoničnost, odkazování na reference a jejich ověřování. Vnímají rozdíl mezi privátní a veřejným.

## Příklady
Jako příklad seriózního média uvádí Karel Hvížďala v západní Evropě tyto deníky:
- Rakousko: Der Standard, Die Presse
- Německo: Frankfurter Allgemeine Zeitung, Süddeutsche Zeitung, Frankfurter Rundschau, Die Welt
- Francie: Le Figaro, Le Monde, Liberation
- Itálie: Corierre dela Sera, La Stampa, La Republika
- Velké Británie: The Guardian, Daily Telegraph

Dále Daniel Raus zmiňuje britský týdeník Economist, Radek Sárközi pak Proglas.
Český deník seriózního typu však na trhu vinou procesu bulvarizace chybí, české deníky se pohybují na úrovni pop-novin. Dříve byly považovány za prestižní[kým?] Hospodářské noviny, než v květnu 2009 prošly rozsáhlou obsahovou proměnou a krácením. Jedním z problémů udržení a vzniku prestižního deníku v ČR je i malý trh. Podle průzkumů by seriózní deník kupovalo okolo 30 tisíc lidí, k ekonomické soběstačnosti je však třeba 80 až 100 tisíc.